# Драйкирхен
Драйкирхен (нем. Dreikirchen) — община в Германии, в земле Рейнланд-Пфальц. 
Входит в состав района Вестервальд. Подчиняется управлению Вальмерод.  Население составляет 1021 человек (на 31 декабря 2010 года). Занимает площадь 3,70 км².
Коммуна подразделяется на 2 сельских округа.